# شون هايز
باتريك شون هايز (بالإنجليزية: Sean Hayes)‏ (ولد في 26 يونيو 1970) هو ممثل كوميدي أمريكي ومعروف عنها تمثيله أكثر ف يالمسرحيات المضحكة.فاز بعدد من الجوائز منها جائزة إيمي وأربع جوائز تبلد وستة ترشيحات لجوائز غولدن غلوب

## وصلات خارجية
- شون هايز على موقع IMDb (الإنجليزية)
- شون هايز على موقع روتن توميتوز (الإنجليزية)
- شون هايز على موقع ألو سيني (الفرنسية)
- شون هايز على موقع ميوزك برينز (الإنجليزية)
- شون هايز على موقع تيرنر كلاسيك موفيز (الإنجليزية)
- شون هايز على موقع أول موفي (الإنجليزية)
- شون هايز على موقع قاعدة بيانات برودواي على الإنترنت (الإنجليزية)
- شون هايز على موقع قاعدة بيانات الأفلام السويدية (السويدية)
- شون هايز على موقع إن إن دي بي (الإنجليزية)
- شون هايز على موقع ديسكوغز (الإنجليزية)